# Svartsjön (Hällestads socken, Östergötland, 652128-148122)
Svartsjön är en sjö i Finspångs kommun i Östergötland och ingår i Motala ströms huvudavrinningsområde.